# Асен Георгиев
Вижте пояснителната страница за други личности с името Асен Георгиев.
Асен Кръстев Георгиев е български актьор, сценарист и писател.

## Биография
Роден е в град София на 28 януари 1940 г. Работник е в „Елпром“ (1957-1958). Завършва ВИТИЗ „Кръстьо Сарафов“ през 1965 г. със специалност актьорско майсторство. Актьор в Драматичен театър „Стоян Бъчваров“ Варна (1965-1966), Народен театър „Иван Вазов“ София като хоноруван актьор (1967 – 1970).
Редактор в СИФ от 1978 г. Отговорен редактор в СТФ „Екран“ от 1988.
Член на СБФД.
Умира на 5 септември 2016 г. на 76-годишна възраст.

## Награди и отличия
- Орден „Кирил и Методий“ I степен (1983)
- „Златен век“ (2016)

## Филмография
Като сценарист
- Вкус на бисер (1984)
- Уони (1980)
- Като белязани атоми (1979)
- Трудна любов (1974)
- Игрек 17 (1973)

Като актьор
| Година      | Филми и Сериали               | Серии | Роля                                    |
| ----------- | ----------------------------- | ----- | --------------------------------------- |
| 1989        | Делото                        |       |                                         |
| 1986        | Ешелоните на смъртта          |       |                                         |
| 1984        | В името на народа             | 8     | майорът                                 |
| 1978        | Топло                         |       | свещеникът                              |
| 1977        | Петимата от PMC               | 5     | (в 3 серии: I, IV, V)                   |
| 1977        | Баш майсторът на море         |       | шофьорът на камиона                     |
| 1975        | Магистрала                    |       |                                         |
| 1974        | Селянинът с колелото          |       | д-р Кръстев                             |
| 1972        | Момчето си отива              |       | счетоводителят Минков                   |
| 1971        | Не се обръщай назад           |       | Стефан                                  |
| 1969 – 1971 | На всеки километър            | 26    | (в 21 серия)                            |
| 1969        | Армандо                       |       | Янко                                    |
| 1969        | Свобода или смърт             |       | турският военачалник                    |
| 1969        | Шведските крале               |       | Благо                                   |
| 1965-1974   | Произшествие на сляпата улица | 6     | (в VI серия: „Сълзите на черепа“ (1974) |
| 1965        | Дрямка                        |       |                                         |